# 9761 Krautter
9761 Krautter este un asteroid din centura principală de asteroizi.

## Descriere
9761 Krautter este un asteroid din centura principală de asteroizi. A fost descoperit pe 13 septembrie 1991 la Tautenburg de Lutz Dieter Schmadel și Freimut Börngen. Asteroidul prezintă o orbită caracterizată de o semiaxă mare de 2,26 ua, o excentricitate de 0,16 și o înclinație de 3,6° în raport cu ecliptica.